# 小耳輪筋
小耳輪筋（しょうじりんきん、英語: helicis minor）は耳輪脚に乗っている筋肉。内耳介筋の一つ。大耳輪筋の始まる高さで起こり、一部は軟骨の自由縁に、一部は皮膚に終わる。大小耳輪筋は同一の筋原基から2つに分れたもの。